# Florideophyceae
Florideophyceae es una clase de algas rojas (Rhodophyta) pluricelulares. Es el grupo más grande (contiene el 95 % de las especies de algas rojas), diverso (contiene 5 subclases y 29 órdenes) y con los tipos morfológicos más complejos. Es una de las tres clases (Florideophyceae, Bangiophyceae y Compsopogonophyceae) del subfilo Rhodophytina que son fundamentalmente pluricelulares, cuyas células se pueden distinguir entre sí por diferencias ultraestructurales, especialmente por la asociación del aparato de Golgi con otros orgánulos. Así, en las células de Florideophyceae el aparato de Golgi se encuentra asociado tanto al retículo endoplasmático como a la mitocondria.

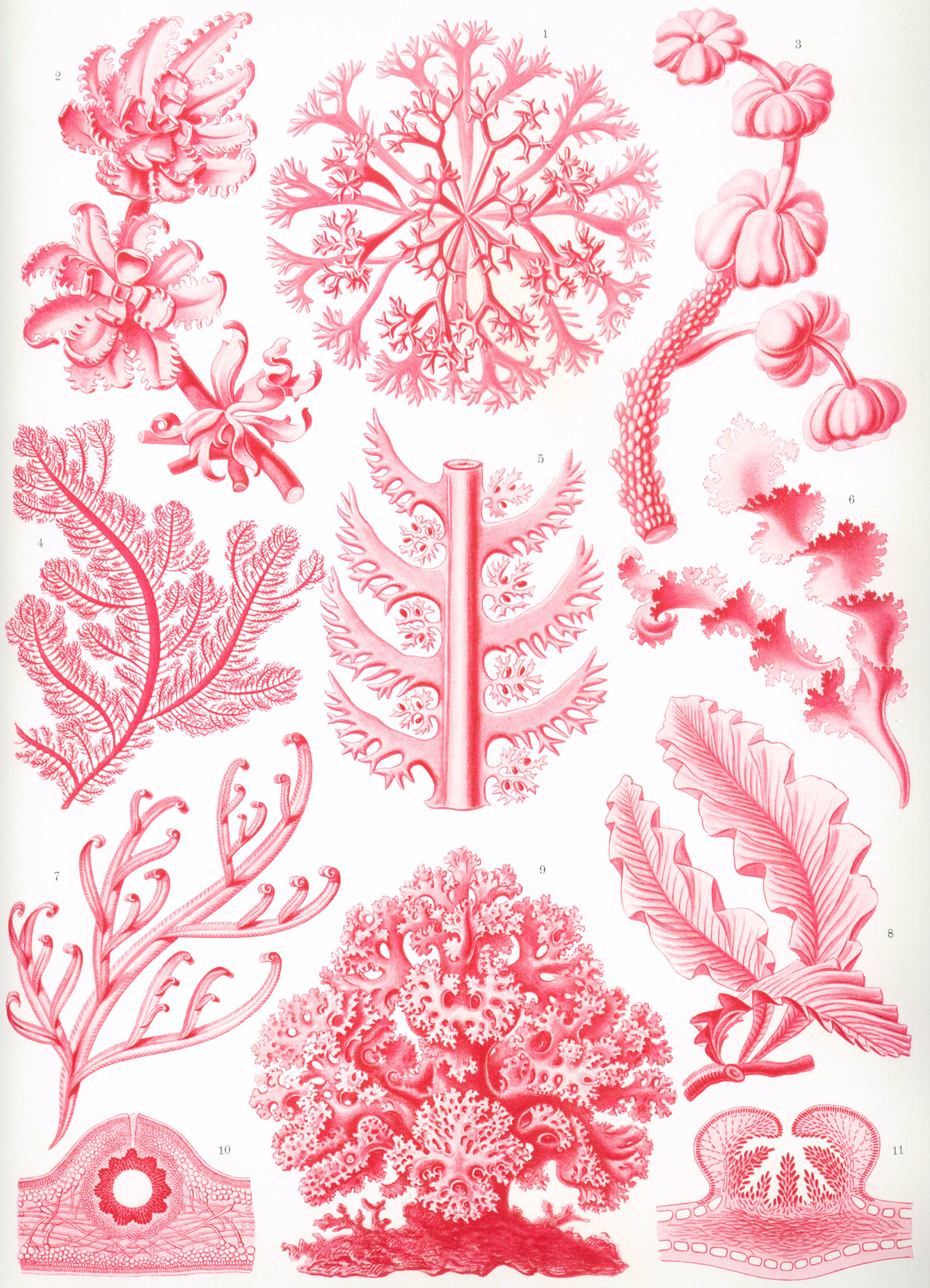
"Florideae" en la obra de Ernst Haeckel de 1904 Kunstformen der Natur (Arte de la Naturaleza).

Otras características que se presentan en la mayoría de los miembros del grupo son:
- Ciclo de vida trigenético que incluye carposporofito, gametofito y tetrasporofito.
- La presencia de conexiones entre células adyacentes mediante la formación de un tapón de proteínas que puede funcionar tanto como refuerzo estructural como de vía de comunicación de célula a célula.
- Mechanismos de fusión de células postfertilización.

Las florídeas son ampliamente conocidas porque son comunes en muchas costas y sus paredes celulares proporcionan compuestos de importancia económica como el agar y la carragenina. Se conocen especies tanto de agua dulce como marinas. Entre los miembros de la clase, Ceramiales es el grupo más abundante representado, mientras que Corallinales, que presentan incrustaciones de carbonato, son un elemento importante en la formación de arrecifes de coral.